# Paroząb rdzawy
Paroząb rdzawy (Didymodon ferrugineus (Schimp. ex Besch.) M.O. Hill) – gatunek mchów należący do rodziny płoniwowatych (Pottiaceae Schimp.). 

## Rozmieszczenie geograficzne
Występuje w Ameryce Północnej (Grenlandia, Kanada, Stany Zjednoczone, Meksyk), Ameryce Centralnej, Karaibach, Europie, Azji i północnej Afryce. W Polsce podawany m.in. z województwa śląskiego, pasma Gorców czy Bieszczadów Zachodnich.

## Morfologia
GametofitFormuje maty lub luźne kępy. Rośliny zazwyczaj czerwonobrązowe, zazielenione na szczycie. Łodyżki osiągają do 2–2,5 cm wysokości. Listki łodygowe stulone do słabo rozpostartych w stanie suchym, silnie odgięte, gdy wilgotne. Blaszka jajowato-trójkątna do jajowato-lancetowatej, długości od 0,8–1 mm do 1,5–2 mm. Wierzchołek listka szeroko zaostrzony. Żebro niewystające lub lekko wystające z wierzchołka, delikatnie zwężone, nieznacznie szersze u podstawy.
SporofitSeta długości 0,6–1,2 cm. Puszka zarodni długości 0,7–1,5 mm. Perystom o 16 zębach, prawie prostych do jednokrotnie skręconych w lewo, długości 275–600 µm. Zarodniki o średnicy 7–9 µm.

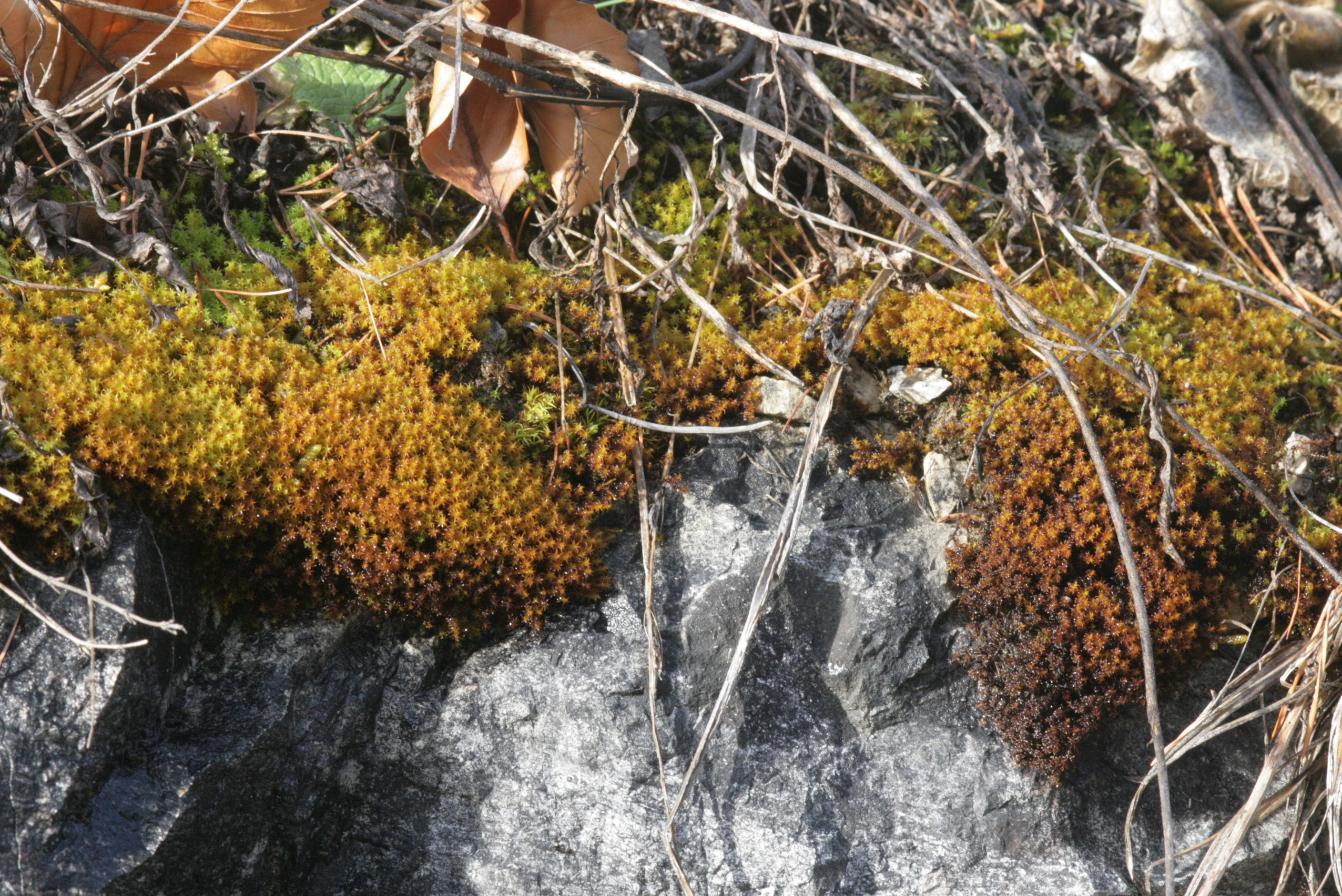
Pokrój
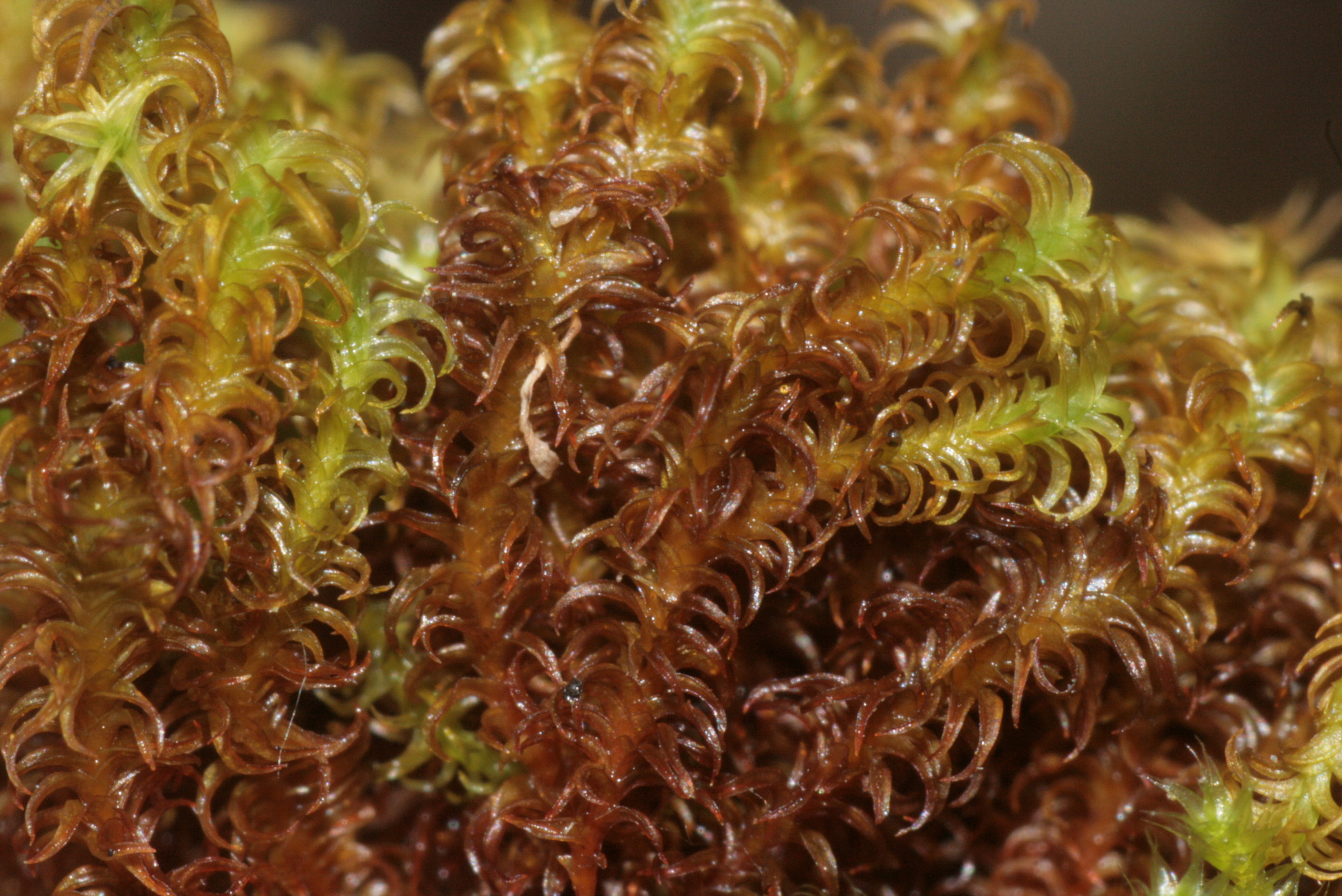
Łodyżki
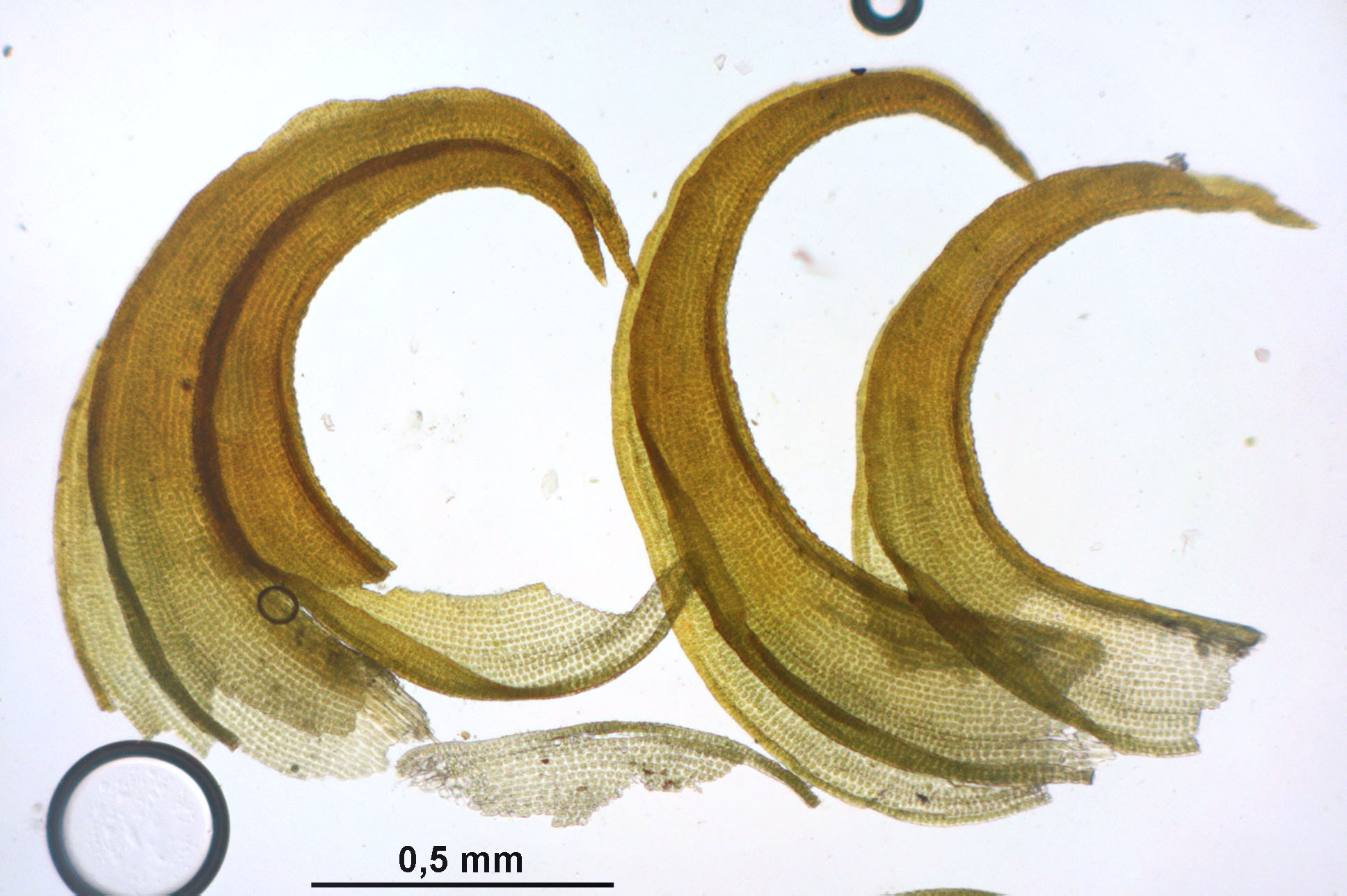
Listki

Gatunki podobneParoząb mylny Didymodon fallax ma słabiej odgięte listki, większy sporofit i mniej preferuje gleby wapienne. Paroząb rdzawy łatwo pomylić z Triquetrella californica, który odróżnia się jednak trójkątnym przekrojem łodyżki. D. maximus formuje większe, żółtobrązowe lub brązowe darnie o wysokości 2–8 cm. Krasnolist krzywodzióbek ma listki słabiej odgięte od łodyżki, poza tym dosyć często wykształca sporofit.

## Biologia i ekologia
Gatunek dwupienny, kilkuletni. Rzadko wykształca sporogony, nie stwierdzono ich na stanowiskach w Bieszczadach Zachodnich ani w Brytanii. Zarodniki dojrzewają od zimy do wiosny.
Gatunek światłolubny, mezofilny, kalcyfilny. Rośnie na gliniastej glebie i na skałach, na półkach, skarpach i łąkach śródleśnych, odkrywkach, na podłożu wapiennym, w miejscach wilgotnych. Występuje także w zbiorowiskach ruderalnych, na glebach zniekształconych przez człowieka. Gatunek podgórski, występuje na wysokościach 60–1370 m n.p.m., w Bieszczadach Zachodnich do 680 m n.p.m.

## Systematyka i nazewnictwo
Synonimy: Barbula falcifolia Müll. Hal., Barbula ferruginea Schimp. ex Besch., Barbula recurvifolia Schimp., Barbula reflexa (Brid.) Brid., Barbula rigidicaulis Müll. Hal., Barbula serpenticaulis Müll. Hal., Didymodon rigidicaulis (Müll. Hal.) K. Saito, Tortula reflexa Brid., Triquetrella recurvifolia Dixon & Sakurai, Triquetrella tenuicaulis Sakurai.

## Zagrożenia i ochrona
Gatunek został wpisany na czerwoną listę mchów województwa śląskiego z kategorią zagrożenia „LC” (najmniejszej troski, stan na 2011 r.). W Czechach w 2005 r. również nadano mu kategorię „LC”.
Jest to jeden z niewielu gatunków mchów występujących w Bieszczadach, którego stanowisk nie stwierdzono na terenie Bieszczadzkiego Parku Narodowego. W Bieszczadach nadano mu kategorię zagrożenia „DD” (o nieokreślonym zagrożeniu, wymagające dokładniejszych danych).